# Самсе
Самсе (дан. Samsø) — острів в центрі Данії площею 114,26 км2. На острові знаходяться 22 села, у яких сумарно проживає 3775 жителів.

## Географія
Острів має різноманітні пейзажі. Є горбисті райони з виходом на гальковий пляж. Південна частина острова лісиста, усі лісові дороги з твердим покриттям. На острові є пляжі для купання.

## Історія
На Самсе жили люди з найдавніших часів після Льодовикового періоду. Археологічні розкопки свідчать, що поселення існували там від кам'яного віку до епохи вікінгів. Люди переважно займались полюванням. На острові багато курганів, проте вони належать до бронзової доби, були побудовані на високих точках ландшафту. З бронзового віку на західному узбережжі острова знаходиться 3000-річне священне джерело Ільзе-Маде. Згодом острів став стратегічно важливим для влади. За легендою, король Онґенд загинув у битві на острові в 726 році, і приблизно в той же час через острів був проритий канал Канхаве. 
У Середньовіччі на Самсе було побудовано п'ять замків. Проте від деяких споруд фактично не залишилося надземних будівельних залишків, сьогодні знайшли лише вали та окремі частини засипаних фундаментів. Усі замки були об'єктом археологічних досліджень у період 2002—2009 років. Під час військово-морської війни Данії з Англією 1801—1814 років вхід у гавань Ланґоре у Ставнс-фіорді був сильно укріплений, щоб не дати англійцям розмістити тут військово-морську базу. Гарматні позиції були встановлені на дальньому кінці Бессер-Рев, у Кігольмі та Ліллере. Вали, що оточували ці гарматні позиції, можна побачити у добре збереженому стані. У 1831—1857 роках на острові була карантинна станція з чуми та холери, куди мали заходити кораблі далекого плавання, якщо на борту були хворі. Наразі острів доступний цілий рік, але потрібно бути обережним у період розмноження птахів. 
На нині зруйнованому молокозаводі у Бессері перед Другою світовою війною були спроби імітувати швейцарський сир. Результатом став новий вид сиру, сир Самсе, який тепер виробляють за межами острова. До муніципальної реформи 1970 року Самсе належав до округу Гольбек, але потім був переданий округу Орхус. З 2015 по 2016 рік чисельність населення зросла вперше після кількох років, коли жителів на острові ставало все менше. 

## Культура
На острові є Музей острова в Транеб'єргу. У селі Лангемарк є музей автомобілів англійської марки Austin. У 2009 році Самсо отримав зіркову обсерваторію в колишньому Кабельхусі на південь від Баллена. У селі Пермеліль знаходиться Лебединий сад і єдина на острові водонапірна вежа. З 1989 року на острові проходить музичний фестиваль під назвою «Найприємніший фестиваль Данії».